# Pallacanestro Sant'Antimo
La Pallacanestro Sant'Antimo è stata una squadra italiana di pallacanestro maschile con sede a Sant'Antimo.

## Storia
Ha disputato il massimo livello dilettantistico dalla stagione 2004-05 (dopo aver acquisito nell'estate 2004 il titolo sportivo della Juvecaserta Basket, che militiva in Serie B d'Eccellenza) alla stagione 2011-12.
Nell'ultima stagione in Serie A Dilettanti ha conseguito l'accesso ai Play-off conquistando uno storico quarto posto con ben due giornate di anticipo dopo aver battuto in trasferta il Basket Latina con il punteggio di 92 a 74. Nei successivi play-off la squadra ferma la sua corsa verso la Legadue solo dopo gara-5 della semifinale contro il Basket Trapani.
La società, per motivi giudiziari extra-basket, si è definitivamente sciolta nel 2012.

## La LegaDue
Nell'estate 2011, in seguito all'esclusione del Basket Trapani, viene ripescata in Legadue, campionato che da questa stagione la vede protagonista per la prima volta nella sua storia. Nel mese di agosto, viene ufficializzato l'acquisto del primo americano nella storia della squadra: Folarin Campbell. Il 6 gennaio 2012 la società ufficializza l'acquisto della guardia Troy Bell, che si rivelerà fra i protagonisti del girone di ritorno di Legadue. Il campionato 2011-12 vede la matricola campana riuscire a mantenere la categoria battendo l'Andrea Costa Imola 88-81 fuori casa, piazzandosi al 13º posto, nonostante l'handicap della penalizzazione di due punti. L'estate successiva vede la società tentare un rafforzamento economico della compagine societaria; rafforzamento che, non avendo fruttato i risultati sperati, porta alla decisione di un accordo con il Napoli Basketball per il trasferimento del titolo sportivo e di sinergie future tra le due società. L'accordo viene raggiunto il 28 luglio 2012, portando a termine una fra le più chiacchierate operazioni societarie dell'estate.

## Roster 2011-2012
- Aggiornato al 4 marzo 2012.

|    | Naz.                   | Ruolo | Sportivo             | Anno | Alt. | Peso |  |
| -- | ---------------------- | ----- | -------------------- | ---- | ---- | ---- |  |
| 4  | Montenegro (bandiera)  | AC    | Milivoje Božović     | 1985 | 206  | 100  |  |
| 5  | Italia (bandiera)      | A     | Alessandro Cittadini | 1979 | 207  | 103  |  |
| 6  | Stati Uniti (bandiera) | P     | Folarin Campbell     | 1986 | 191  | 93   |  |
| 7  | Italia (bandiera)      | A     | Onorio Petrazzuoli   | 1988 | 192  | 73   |  |
| 8  | Italia (bandiera)      | GA    | Francesco Pranzo     | 1992 | 193  | 78   |  |
| 9  | Italia (bandiera)      | PG    | Riccardo Moraschini  | 1991 | 194  | 92   |  |
| 10 | Stati Uniti (bandiera) | A     | Troy Bell            | 1980 | 186  | 81   |  |
| 11 | Italia (bandiera)      | P     | Marco Rossi          | 1981 | 185  | 82   |  |
| 15 | Italia (bandiera)      | GA    | Andrea Zollo         | 1994 | 186  | 70   |  |
| 17 | Italia (bandiera)      | P     | Carlo Cantone        | 1985 | 185  | 78   |  |
| 18 | Italia (bandiera)      | AC    | Giacomo Eliantonio   | 1988 | 206  | 100  |  |
| 13 | Italia (bandiera)      | A     | Raffaele Meles       | 1993 | 200  | 100  |  |
| 23 | Grecia (bandiera)      | AC    | Nestoras Kommatos    | 1977 | 203  | 110  |  |

## Staff tecnico
- Allenatore: Gennaro Di Carlo
- Vice allenatore: Massimo Galli
- Vice allenatore: Armando Trojano
- Preparatore atletico: Francesco Savy
- Fisioterapista: Renato Volpicelli

## Dirigenza
- Presidente: Aniello Cesaro
- Vicepresidenti: Francesco Cesaro, Ciro Cesaro
- General manager: Giuseppe Liguori
- Dirigenti: Antonio Spaccaforno, Antonio Campanile
- Marketing e comunicazione: Madrigalia srl
- Responsabile ufficio stampa: Paolo Amalfi
- Segretario generale: Vittorio Di Donato
- Medico sociale: Elio Trombetta